# Борисоглебский драгунский полк (1764)
Борисоглебский драгунский полк — кавалерийская воинская часть Русской императорской армии, сформированная в 1764 году и упразднённая в 1775 году.

## История
16 июня 1764 года последовало Высочайшее указание полностью переформировать полки Украинской ландмилиции. Этим указом велено из конных рот поселённых ландмилицких полков сформировать по штатам, утверждённым 15 декабря 1763 года, новый конный полк, названный Борисоглебским драгунским ландмилицким полком. Полку было предписано квартировать в Харькове, а четыре эскадрона полка командировывались в гарнизоны пограничных крепостей «для подкрепления разъездов».
16 января 1769 года полк переименован в Борисоглебский драгунский полк, а 8 июля 1770 года уравнен в правах с прочими армейскими драгунскими полками.
6 января 1775 года в ходе реорганизации кавалерии Потёмкиным полк приказано расформировать, а его эскадроны присоединить к Астраханскому драгунскому полку (расформированному в 1800 году).